# Idol (canção de Yoasobi)
"Idol" (japonês: アイドル, Hepburn: Aidoru) é uma canção do duo japonês Yoasobi, presente em seu terceiro EP, The Book 3 (2023). Foi lançada como single em 12 de abril de 2023 pela Sony Music Entertainment Japan, servindo como tema de abertura da série de anime japonesa Oshi no Ko (2023). Escrita por Ayase e baseada na história curta de Aka Akasaka intitulada 45510, "Idol" é uma combinação de pop de ídolo, hip hop, rock e música de jogos eletrônicos, retratando a natureza dupla de uma estrela na indústria de ídolos japonesa a partir das perspectivas da personagem Ai Hoshino do anime, seus fãs, os membros do grupo B-Komachi e ela mesma.
A música foi elogiada por críticos de música pela sua representação "perfeita" de Ai Hoshino, tendo sido um sucesso comercial expressivo ao liderar as paradas Oricon Combined Singles Chart e Billboard Japan Hot 100, sendo a segunda música após "Yoru ni Kakeru", que permaneceu por 22 semanas consecutivas, sendo a música número um com o maior tempo de permanência na história da parada e a música número um do final do ano de 2023. Quebrou o recorde de música mais rápida a alcançar 500 milhões de streams no Japão em 39 semanas e a obter certificação de streaming de diamante pela Associação da Indústria de Gravação do Japão em cerca de apenas dez meses. Como a música de maior sucesso mundial de Yoasobi até o momento, "Idol" foi marcada como a posição mais alta por um artista japonês, atingindo o número sete, na Billboard Global 200, e a primeira música em japonês a liderar a Global Excl. US, além de ser a décima nona música mais vendida globalmente em 2023, conforme a Federação Internacional da Indústria Fonográfica.
Naoya Nakayama dirigiu o vídeo musical animado que acompanha a música, que estreou em 13 de abril de 2023, e ultrapassou 100 milhões de visualizações em cerca de um mês, sendo o mais rápido entre os artistas japoneses. "Idol" ganhou o prêmio de Música do Ano e Melhor Vídeo de Animação no MTV Video Music Awards Japan de 2023, Melhor Música de Anime no 8.º Crunchyroll Anime Awards e Música do Ano tanto em download quanto em streaming no 38.º Japan Gold Disc Award. Após inúmeras apresentações domésticas e no exterior, a primeira apresentação televisiva japonesa de "Idol" ocorreu no 74.º NHK Kōhaku Uta Gassen, apresentando grupos de ídolos japoneses e coreanos, além de ex-ídolos, entre outros.

## Antecedentes e lançamento
Uma adaptação para anime da série de mangá Oshi no Ko foi anunciada em junho de 2022. Durante uma transmissão ao vivo em seu canal oficial do YouTube em 19 de fevereiro de 2023, a série de anime revelou o tema de abertura que seria interpretado por Yoasobi, intitulado "Idol". Como uma "supergrande" fã do mangá, Ayase já havia pessoalmente lido Oshi no Ko e escreveu uma demo sobre ele por volta de 2022. Inicialmente, foi intitulada "Kyūkyoku no Ōgi", retratando uma garota que é a lutadora mais forte e imbatível, mostrando um lado sombrio, lembrando a personagem Chun-Li de Street Fighter. A demo seria originalmente lançada como uma música de Vocaloid, mas o plano foi alterado depois que a dupla recebeu a oferta para executar o tema de abertura de Oshi no Ko; Ayase entrelaçou a demo e a nova composição para ser a versão final.
"Idol" foi apresentada pela primeira vez no trailer do anime, e a versão completa foi tocada pela primeira vez em um primeiro episódio estendido de 90 minutos, "Mãe e Filhos", que estreou em 17 de março em cinemas selecionados no Japão. Após a primeira apresentação da música em sua Denkōsekka Arena Tour em 5 de abril no Nippon Gaishi Hall, Nagoya, Yoasobi anunciou que "Idol" estaria disponível em plataformas de música digital e streaming em 12 de abril, a mesma data da estreia do anime na televisão. Um mês depois, a dupla divulgou um trecho da versão em inglês em um videoclipe enviado pelo Twitter, mostrando Ikura gravando a música no estúdio, na qual a versão completa foi lançada digitalmente em 26 de maio. e o álbum completo foi lançado digitalmente em 26 de maio. Os formatos limitados de CD single e vinil de 7 polegadas do single foram lançados em 21 de junho e 26 de julho, respectivamente, ambos contendo as versões em japonês, inglês, edição de anime e instrumental. Posteriormente, "Idol" foi incluída no terceiro EP da dupla, The Book 3, lançado em 4 de outubro, e a versão em inglês em seu terceiro EP em inglês, E-Side 3, lançado em 12 de abril de 2024.

## 45510

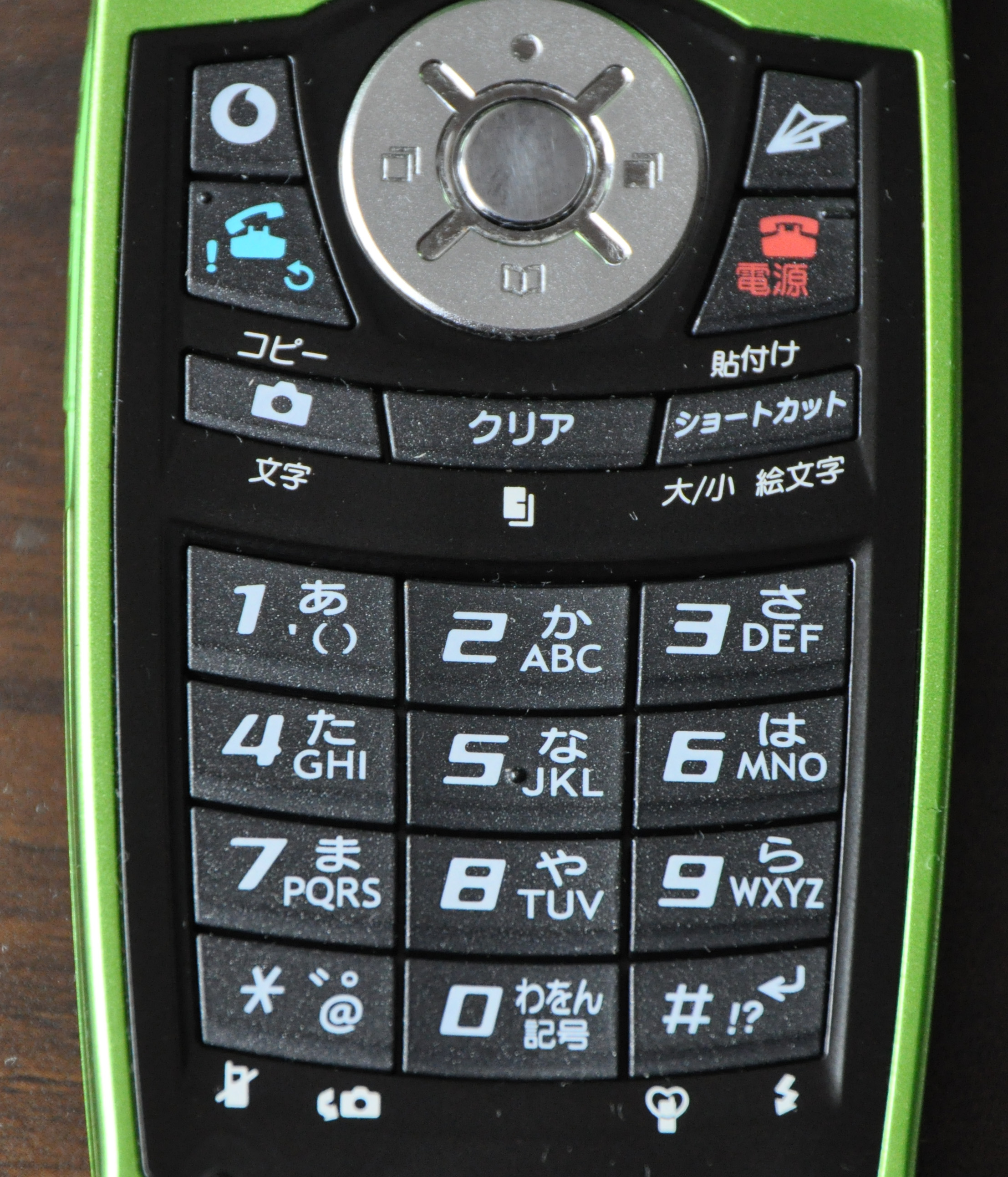
Um teclado de telefone com caracteres latinos e japoneses, sendo que o segundo refere ao título de 45510.

A fonte de "Idol" é 45510, uma história curta do escritor de Oshi no Ko, Aka Akasaka. O título se refere às iniciais das fundadoras do grupo de ídolos fictício do mangá B-Komachi — Takamine, Nino, Ai e Watanabe — ao digitar em um teclado telefônico. Cada número corresponde quando inserido como kana: "ta" (た) como "4", "ni" (に) como "55", "a" (あ) como "1" e "wa" (わ) como "0". A história foi publicada pela primeira vez no site da Weekly Young Jump em 13 de abril, pouco depois da estreia televisiva do primeiro episódio do anime, antes de ser incluída como um livreto de pôster nos lançamentos físicos do single.
A história retrata os pontos de vista de um dos membros fundadores não identificados de B-Komachi, que encontrou a ex-colega de grupo e rosto do grupo, Ai Hoshino, em uma transmissão ao vivo 16 anos após sua morte. O vídeo mostrava Hoshino conversando com seus fãs, fazendo com que a narradora lembrasse e sentisse ciúmes de Hoshino. Após o vídeo parar e não conseguir encontrar mais, a ex-membro tentou fazer login no blog do B-Komachi, operado pelos quatro membros fundadores, cuja senha é "45510", e encontrou postagens inéditas de Hoshino escritas sobre seus sentimentos ruins, desejando ser como era no passado. A ex-membro decidiu deletar as postagens porque não queria mostrar o lado fraco de Hoshino para todos. Apesar de não gostar de Hoshino, a protagonista também respeitava Hoshino como uma "ídolo perfeita e definitiva".

## Elogios
No 65.º Japan Record Awards de 2023, apesar do sucesso da música, "Idol" não recebeu o prêmio de Canção do Ano, que é uma indicação ao Grande Prêmio principal. Em vez disso, Ayase ganhou o prêmio de melhor composição por compor a música, e Yoasobi ganhou o prêmio especial de música internacional. O gesto gerou diversos meios de comunicação e fãs questionando sobre como funciona o processo de indicação ao Japan Record Awards.
| Premiação                    | Ano  | Prêmio                              | Resultado | Ref.   |
| ---------------------------- | ---- | ----------------------------------- | --------- | ------ |
| AnimaniA Awards              | 2024 | Melhor Música de Anime              | Indicado  | [ 20 ] |
| Anime Grand Prix             | 2024 | Melhor Música Tema                  | 2.º lugar | [ 21 ] |
| Anime Trending Awards        | 2024 | Música Tema de Abertura do Ano      | Venceu    | [ 22 ] |
| Crunchyroll Anime Awards     | 2024 | Melhor Música de Anime              | Venceu    | [ 23 ] |
| Crunchyroll Anime Awards     | 2024 | Melhor Sequência de Abertura        | Indicado  | [ 23 ] |
| CX Award                     | 2023 | CX Award                            | Venceu    | [ 24 ] |
| Japan Anime Record Awards    | 2023 | Anime Song Award                    | Venceu    | [ 25 ] |
| JASRAC Awards                | 2024 | Prêmio de Ouro                      | Venceu    | [ 26 ] |
| Japan Gold Disc Award        | 2024 | Música do Ano por Downloads (Japão) | Venceu    | [ 27 ] |
| Japan Gold Disc Award        | 2024 | Melhores 3 Músicas por Downloads    | Venceu    | [ 27 ] |
| Japan Gold Disc Award        | 2024 | Música do Ano por Streaming (Japão) | Venceu    | [ 27 ] |
| Japan Gold Disc Award        | 2024 | Melhores 5 Músicas por Streaming    | Venceu    | [ 27 ] |
| Japan Record Awards          | 2023 | Prêmio de Melhor Composição         | Venceu    | [ 28 ] |
| MTV Video Music Awards Japan | 2023 | Vídeo do Ano                        | Indicado  | [ 29 ] |
| MTV Video Music Awards Japan | 2023 | Melhor Vídeo de Animação            | Venceu    | [ 30 ] |
| MTV Video Music Awards Japan | 2023 | Música do Ano                       | Venceu    | [ 30 ] |
| Newtype Anime Awards         | 2023 | Melhor Música Tema                  | 2.º lugar | [ 31 ] |
| Reiwa Anisong Awards         | 2023 | Prêmio de Melhor Obra               | Venceu    | [ 32 ] |
| Reiwa Anisong Awards         | 2023 | Prêmio de Melhor Música de Anime    | Venceu    | [ 33 ] |
| TikTok Trend Awards          | 2023 | Melhor Música                       | Venceu    | [ 34 ] |
| Yahoo! Japan Search Awards   | 2023 | Melhor Música                       | Venceu    | [ 35 ] |

## Faixas
- Download e streaming

1. "Idol" (アイドル) – 3:33

- Download e streaming – versão em inglês

1. "Idol" (versão em inglês) – 3:33

- CD single e vinil de 7 polegadas

1. "Idol" – 3:31
2. "Idol" (versão em inglês) – 3:31
3. "Idol" (edição do anime) – 1:29
4. "Idol" (instrumental) – 3:31

## Certificações e vendas
| Região | Certificação | Vendas        |
| --- | ------------ | ------------- |
| Japão Físico | —            | 60 797        |
| Japão (RIAJ) Digital | 2× Platina   | 500 000^      |
| Japão (RIAJ) Streaming | Diamante     | 500 000 000^  |
| Resumo |              |               |
| Mundial (IFPI) | —            | 1 010 000 000 |
| *números de vendas baseados somente na certificação ^distribuições baseadas apenas na certificação ‡vendas+valores de streaming baseados somente na certificação |              |               |